# Orchidee-bidsprinkhaan
De orchidee-bidsprinkhaan (Hymenopus coronatus) is een bidsprinkhaan uit de familie Hymenopodidae. Het komt voor in de tropische bossen van Zuidoost-Azië. Het insect is geëvolueerd om het uiterlijk te hebben van een Orchidee. De sprinkhaan heeft dit gedaan om zich te camoufleren en om zijn prooi te vangen.

## Kenmerken
Vrouwtjes worden ongeveer 6 - 7 centimeter lang terwijl het mannetje maar ongeveer 3 centimeter groot wordt.

## Leefwijze
Dit fraai gekleurde insect imiteert de schaduw, kleur en de vorm van de bloemen waarop het dier zich op dat moment bevindt en gaat zo volledig op in zijn omgeving. De nimfen eten kleine ongewervelden en de volwassen exemplaren eten grotere insecten. 

## Verspreiding en leefgebied
Deze soort komt voor in de regenwouden van Maleisië, Indonesië en Oost-Afrika. De orchidee-bidsprinkhaan leeft op bloemdragende planten zoals orchideeën, papaja's en plumeria's.